# 애슐리 볼
애슐리 볼(Ashleigh Ball, 1983년 3월 31일 ~ )은 미국의 가수, 성우이다. 밴쿠버의 인디 밴드 《헤이 오션!》의 리드 보컬이자, 캐나다 성우이다.

## 출연작

### TV 애니메이션
- 작안의 샤나-히라이 유카리
- 쟈니 테스트-메리 테스트, 시시 블레이클리, 미시 블레이클리
- 브랏츠-커스티, 사샤
- 데스노트-아키노 시오리
- 아기 공룡 버디-트로오돈 차장
- 파워퀀텀맨-앨리슨
- 마이 리틀 포니: 우정은 마법-애플잭, 레인보우 대시

### 극장 애니메이션
- 드림쏭3-다르마 / 쉽